# Peter Doherty (labdarúgó)
Peter Dermot Doherty (1913. június 5. – 1990. április 6.) ír válogatott labdarúgó, pályafutása alatt többnyire Angliában játszott balösszekötőként.

## Pályafutása
Az északír Magherafeltben született 1913-ban, karrierjét a Glentoran csapatánál kezdte. 1933-ban megnyerték az északír kupát, ami után az angol Blackpoolhoz szerződött. 1936-ban klubrekordot jelentő 10 000 fontért a Manchester City vásárolta meg, ám Doherty nem szívesen költözött volna el, mert nemrég házasodott össze egy helyi lánnyal, illetve vásárolt egy saját házat. A Blackpoolnak nagy szüksége volt a pénzre, az átigazolás végül mégis összejött.
Manchesterben első éve eseménytelen volt, majd a második szezontól kezdve folyamatosan gólokkal járult hozzá csapata sikeréhez. 1937 áprilisában Doherty vezető gólja után az Arsenalt 2–0-ra verték, ezzel a tabella élére ugortak, végül pedig meg is nyerték a bajnokságot. A következő szezonban meglepetésre, címvédőként kiestek a másodosztályba. Doherty 130 mérkőzésén 79 gólt szerzett. A második világháború évei alatt a Brit Királyi Légierőnél szolgált, azonban regisztrált Manchester City-játékos maradt és 89 háborús (nem hivatalos) meccsen 60 gólt szerzett.
A háború után a Derby County-hoz igazolt, az 1946-os FA-kupadöntőben többek között Doherty góljával verték a Charltont 4–1-re. Később a Huddersfield Town és a Doncaster Rovers csapataiban is megfordult. A Doncasternél játékos és edző is volt egyszerre, miközben 1951-től az északír válogatott irányítását is átvette. Az 1958-as világbajnokságon a negyeddöntőig menetelt az északírekkel, ahol a franciák ejtették ki őket 4–0-val.
Len Shackleton életrajzírója így emlékezett Dohertyről:
Peter Doherty biztosan a zseni volt a zsenik között. A legzavarbaejtőbb testcselek birtokosa volt, aki képes volt minden trükkre a labdával.
Edzői technikája újdonságnak számított ebben az időszakban, az edzéseken a végtelen futások helyett a labdagyakorlatokra helyezte a hangsúlyt: röplabdára az ugrás, időzítés és gyors döntések, illetve kosárlabdára a szabad területek kialakításának segítésére. Az izmokat „sétáló focival” fejlesztette.
Visszavonulása után a Liverpool játékosmegfigyelőjeként dolgozott, többek között Kevin Keeganre is ő figyelt fel.

## Sikerei, díjai

### Klub
- Manchester City:
  - Angol bajnok: 1936–37
- Derby County:
  - FA-kupa: 1946

### Egyéni
- English Football Hall of Fame: 2002
- Szülővárosában, Magherafeltben emléktáblát avattak fel 1990-es halála után.

## Statisztika
| Klub              | Szezon           | Osztály              | Bajnokság | Bajnokság | FA-kupa | FA-kupa | Összesen | Összesen |
| Klub              | Szezon           | Osztály              | Mérk.     | Gól       | Mérk.   | Gól     | Mérk.    | Gól      |
| ----------------- | ---------------- | -------------------- | --------- | --------- | ------- | ------- | -------- | -------- |
| Blackpool         | 1933–34          | Second Division      | 19        | 4         | 2       | 1       | 21       | 5        |
| Blackpool         | 1934–35          | Second Division      | 35        | 13        | 1       | 0       | 36       | 13       |
| Blackpool         | 1935–36          | Second Division      | 28        | 11        | 2       | 0       | 30       | 11       |
| Blackpool         | Összesen         | Összesen             | 82        | 28        | 5       | 1       | 87       | 29       |
| Manchester City   | 1935–36          | First Division       | 9         | 4         | 0       | 0       | 9        | 4        |
| Manchester City   | 1936–37          | First Division       | 41        | 30        | 4       | 2       | 45       | 32       |
| Manchester City   | 1937–38          | First Division       | 41        | 23        | 5       | 2       | 46       | 25       |
| Manchester City   | 1938–39          | Second Division      | 28        | 17        | 2       | 1       | 30       | 18       |
| Manchester City   | Összesen         | Összesen             | 119       | 74        | 11      | 5       | 130      | 79       |
| Derby County      | 1945–46          |                      | 0         | 0         | 10      | 10      | 10       | 10       |
| Derby County      | 1946–47          | First Division       | 15        | 7         | 2       | 0       | 17       | 7        |
| Derby County      | Összesen         | Összesen             | 15        | 7         | 12      | 10      | 27       | 17       |
| Huddersfield Town | 1946–47          | First Division       | 19        | 7         | 1       | 2       | 20       | 9        |
| Huddersfield Town | 1947–48          | First Division       | 38        | 13        | 1       | 0       | 39       | 13       |
| Huddersfield Town | 1948–49          | First Division       | 26        | 13        | 2       | 1       | 28       | 14       |
| Huddersfield Town | Összesen         | Összesen             | 83        | 33        | 4       | 3       | 87       | 36       |
| Doncaster Rovers  | 1949–50          | Third Division North | 35        | 27        | 4       | 3       | 39       | 30       |
| Doncaster Rovers  | 1950–51          | Second Division      | 23        | 14        | 0       | 0       | 23       | 14       |
| Doncaster Rovers  | 1951–52          | Second Division      | 16        | 6         | 1       | 0       | 17       | 6        |
| Doncaster Rovers  | 1952–53          | Second Division      | 29        | 9         | 1       | 0       | 30       | 9        |
| Doncaster Rovers  | Összesen         | Összesen             | 103       | 58        | 6       | 3       | 109      | 61       |
| Karrier összesen  | Karrier összesen | Karrier összesen     | 402       | 200       | 38      | 22      | 440      | 222      |

## Fordítás
Ez a szócikk részben vagy egészben  a   Peter Doherty (footballer) című angol Wikipédia-szócikk fordításán alapul.  Az eredeti cikk szerkesztőit annak laptörténete sorolja fel. Ez a jelzés csupán a megfogalmazás eredetét és a szerzői jogokat jelzi, nem szolgál a cikkben szereplő információk forrásmegjelöléseként.